# Orchestre symphonique de Québec
L'Orchestre symphonique de Québec (OSQ) est un orchestre symphonique basé à Québec, au Québec (Canada). Il a été fondé en 1902 et son chef principal et directeur musical est présentement Clemens Schuldt. La plupart de ses concerts ont lieu à la salle Louis-Fréchette du Grand Théâtre de Québec et au Palais Montcalm. L'orchestre se produit également avec l'Opéra de Québec et les Grands Ballets canadiens. Il compte actuellement 64 musiciens permanents.

## Histoire
Doyen des orchestres symphoniques canadiens, il a été fondé au lendemain des fêtes du jubilé de l'Université Laval, les 23, 24 et 25 juin 1902, au cours desquelles Joseph Vézina dirige trois grands concerts avec un orchestre formé de pigistes, de jeunes instrumentistes, Léonidas Dumas, Joseph Talbot et Raoul Vézina, décident de mettre sur pied une formation permanente. Le 3 (ou le 5) octobre 1902, quelque 25 instrumentistes fondent officiellement l'(OSQ)  sous le nom de l'Orchestre symphonique de Québec avant de prendre le nom de Société symphonique de Québec en février 1903. Joseph Vézina est choisi pour assurer la direction musicale, poste qu'il occupe jusqu'à sa mort en 1924.
Pour le centenaire de l'orchestre, le musicologue Bertrand Guay a publié Un siècle de symphonie à Québec. Cet ouvrage, richement illustré, retrace l'histoire de l'Orchestre symphonique de Québec (autrefois appelé Société symphonique de Québec) de ses débuts jusqu'à l'année 2002. L'OSQ est le seul orchestre nord-américain pouvant se vanter d'avoir accueilli le très grand chef d'orchestre roumain Sergiu Celibidache (qui dirigea, entre autres, Roméo et Juliette de Prokofiev lors d'un de ses passages à Québec).
Autre fait marquant, c'est l'OSQ qui a présenté en première mondiale l'œuvre symphonique Ad Vitam Aeternam du compositeur québécois Steve Barakatt. L'œuvre fut ensuite présentée en Europe et en Asie devenant ainsi l'œuvre symphonique québécoise la plus diffusée à l'échelle mondiale.
Pour souligner les 400 ans d'histoire de la ville de Québec, l'orchestre a interprété, au Colisée Pepsi, pour la première fois de son histoire la Symphonie « Des Mille » de Mahler, avec deux autres orchestres de la région et pas moins d'une dizaine de chœurs. Cette œuvre a complété le cycle Mahler entrepris par Yoav Talmi en 1999.

## Séries
- Les mercredis classiques Hydro-Québec
- Les jeudis presto Desjardins
- Les dimanches et compagnie
- L'Orchestre au Palais
- Les coups de Foudre de l'Orchestre, une série de concerts de style plus populaire
- Les Matins en musique CDPQ
- Les concerts famille, une série de concerts destinés aux enfants

## Directeurs musicaux
- Joseph Vézina (1902-1924)
- Robert Talbot (1924-1942)
- Edwin Bélanger (1942-1951)
- Wilfrid Pelletier (1951-1966)
- Françoys Bernier (1966-1968)
- Pierre Dervaux (1968-1975)
- James DePreist (1976-1983)
- Simon Streatfeild (1983-1991)
- Pascal Verrot (1991-1998)

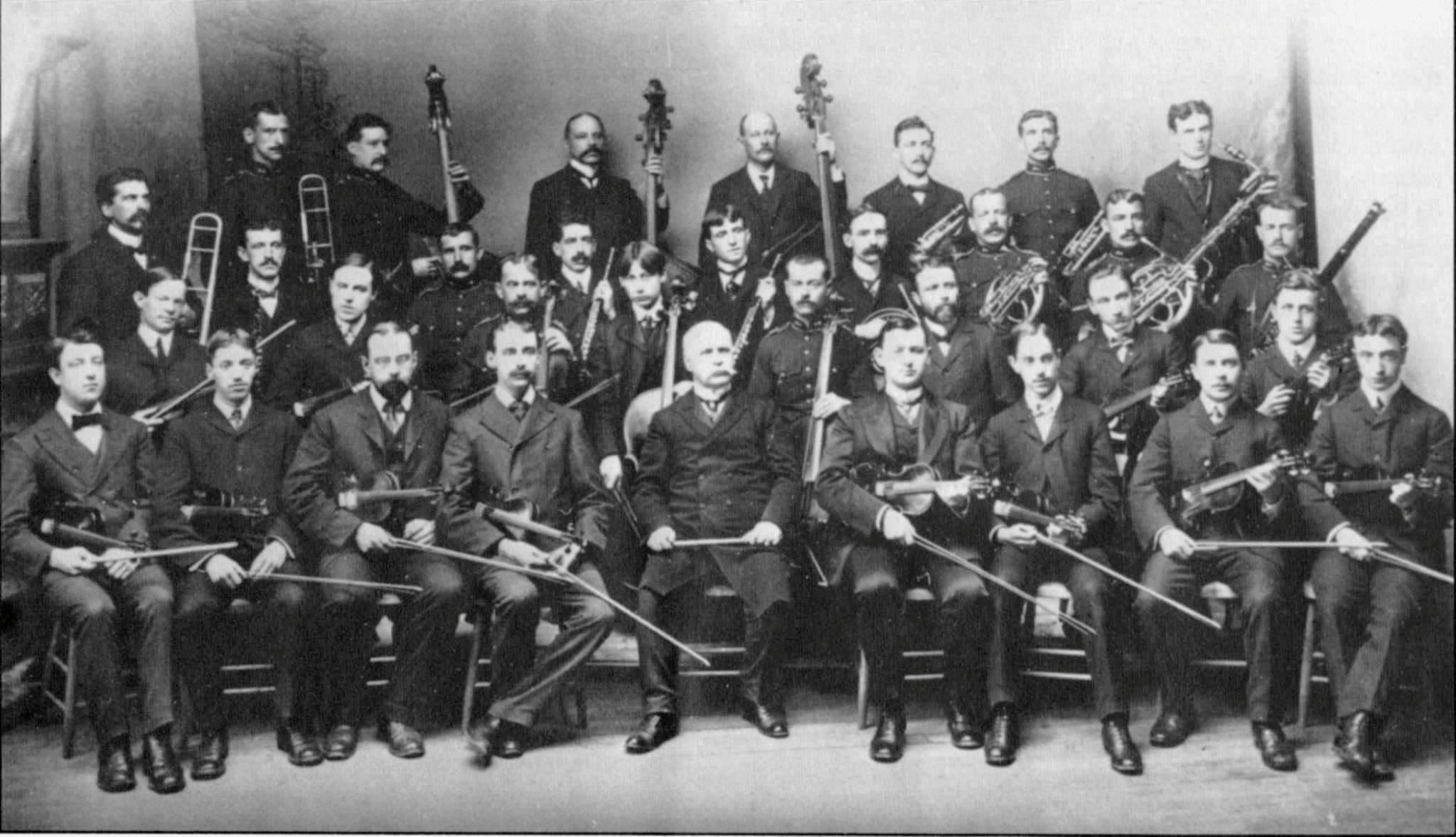
Le premier orchestre symphonique de Québec avec, au centre, son chef Joseph Vézina

- Yoav Talmi (1998-2011), chef émérite
- Fabien Gabel (2011-2020)
- Clemens Schuldt (Depuis 2023)

## Violons solos
- Wilfrid Edge (1902-1903)
- Joseph-Alexandre Gilbert (1903-1934)
- Alphonse Saint-Hilaire (1934-1936)
- Antoine Montreuil (1936-1937)
- Jules Payment (1937-1938)
- Gilbert Darisse (1938-1960)
- Stuart Fastofki (1960-1963)
- Jean-Louis Rousseau (1963)
- Hidetaro Suzuki (1963-1977)
- Malcolm Lowe (1977-1983)
- Liliane Garnier-Lesage (1983-1986)
- Jean Angers (1986-1987)
- Darren Lowe (1987-2018)[3]
- Catherine Dallaire (par intérim, 2019-à ce jour)

## Discographie
Depuis 1977, l'année de son 75e anniversaire, l'Orchestre symphonique de Québec a enregistré 22 disques. Plusieurs d'entre eux ont obtenu de nombreux prix, dont les notes maximales des revues françaises Répertoire et Diapason ainsi que des Félix.
Le fonds d’archives Orchestre symphonique de Québec est conservé au centre d’archives de Québec de Bibliothèque et Archives nationales du Québec.